# Giuseppe Rumore

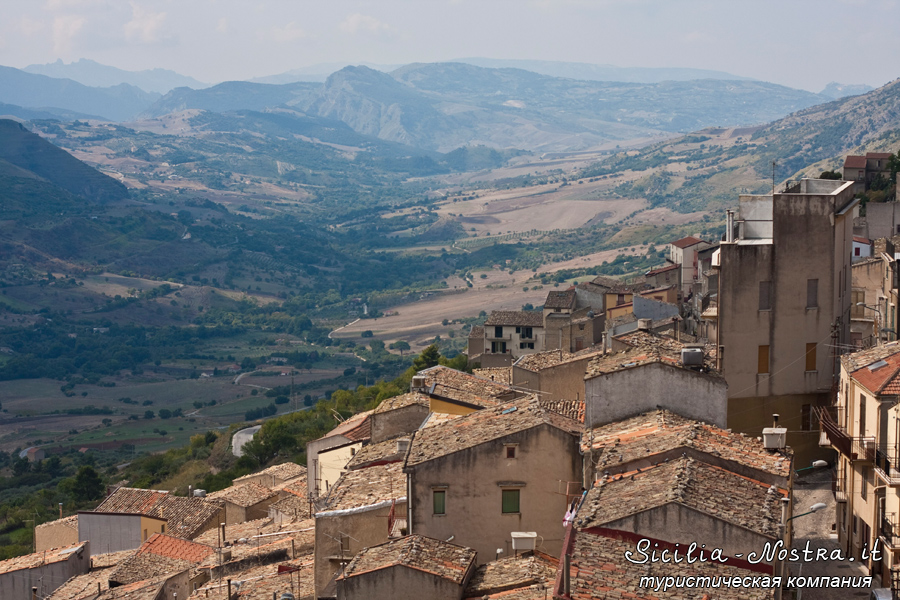
Prizzi, Sicilië

Giuseppe Rumore (Prizzi, 1894 – aldaar, 22 september 1919) was een socialistisch syndicalist in het koninkrijk Italië.

## Levensloop
Rumore groeide op in Prizzi, in de provincie Palermo. Begin jaren 1900 sloot hij zich als tiener aan bij boerenprotesten. Dezen ijverden voor betere levensomstandigheden. Hun beweging kende socialistische politieke figuren. Rumore sloot zich eerst aan bij de Boerenliga en nadien, in parallel, bij de Italiaanse Socialistische Partij.
Na het einde van de Eerste Wereldoorlog werkte Rumore samen met zijn kompaan Nicola Alongi een Siciliaanse federatie uit. De federatie omvatte zowel socialisten als boerensyndicalisten. De federatie zag het licht in juni 1919. Vervolgens riepen Rumore en Alongi in augustus 1919 een boerenstaking uit. Ze viseerden de grootgrondbezitters in de provincie Palermo. Rumore hield redevoeringen tegen de uitbuiting en ellende van landarbeiders. De bevolking in verschillende landelijke gemeenten zoals Prizzi deed mee. De landeigenaars kregen schrik; ze organiseerden zich ook en lieten landwerkers doden. Ze wensten hun privilegies te behouden. 
Rumore werd door de maffia met twee geweerschoten gedood. Het gebeurde voor zijn woning, voor de ogen van zijn vrouw en vierjarig dochtertje (1919). De kranten L’Aventi! en La Riscossa Socialista wezen voor de moord naar een verbond van maffia, overheid en grootgrondbezitters. Rumore’s kompaan Alongi voerde verder het strijdprogramma uit. Hij voelde de bedreigingen tegen zijn persoon toenemen. Vijf maanden later werd ook hij vermoord.